# Earl of Coventry
Earl of Coventry ist ein erblicher britischer Adelstitel in der Peerage of England, der zweimal, 1623 und 1697, verliehen wurde.

## Verleihungen
Der Titel wurde erstmals am 18. Mai 1623 für George Villiers, 1. Marquess of Buckingham, als nachgeordneter Titel des gleichzeitig verliehenen Titels Duke of Buckingham geschaffen. Diesem waren bereits am 27. August 1616 die Titel Viscount Villiers und Baron Whaddon, am 5. Januar 1617 der Titel Earl of Buckingham und am 1. Januar 1618 der Titel Marquess of Buckingham verliehen worden. Sein Sohn, der 2. Duke, erbte um 1663 von seiner Mutter auch den Titel 19. Baron de Ros. Bei dessen Tod am 16. April 1687 erloschen alle seine Titel, mit Ausnahme der Baronie de Ros, die in Abeyance fiel.
In zweiter Verleihung wurde der Titel am 26. April 1697 für Thomas Coventry, 5. Baron Coventry, geschaffen. Die Verleihung erfolgte mit dem besonderen Zusatz, dass er in Ermangelung eigener männlicher Nachkommen auch an männliche Nachkommen seines Onkels Francis Coventry (1612–1680) sowie danach an seine drei Cousins zweiten Grades William, Thomas und Henry Coventry, Enkel seines verstorbenen Großonkels Walter Coventry († 1640), Sohn des 1. Baron Coventry, und deren männliche Nachkommen vererbt werden kann. Zusammen mit der Earlswürde wurde ihm der nachgeordnete Titel Viscount Deerhurst, of the Hundred of Deerhurst in the County of Gloucester, verliehen. Dieser Titel wird von dem ältesten Sohn des jeweiligen Earls als Höflichkeitstitel geführt. Dem Großvater des ersten Earl zweiter Verleihung, dem Lord Keeper Sir Thomas Coventry, war bereits am 10. April 1629 der Titel Baron Coventry, of Aylesborough in the County of Worcester, verliehen worden. Dieser Titel erlosch mit dem Tod des vierten Earls im Jahr 1719.
Alle genannten Titel gehören bzw. gehörten zur Peerage of England.

## Liste der Earls und Barone Coventry

### Earls of Coventry, erste Verleihung (1623)
- George Villiers, 1. Duke of Buckingham, 1. Earl of Coventry (1592–1628)
- George Villiers, 2. Duke of Buckingham, 2. Earl of Coventry (1628–1687) (Titel erloschen)

### Barone Coventry (1628)
- Thomas Coventry, 1. Baron Coventry († 1640)
- Thomas Coventry, 2. Baron Coventry (1606–1661)
- George Coventry, 3. Baron Coventry († 1680)
- John Coventry, 4. Baron Coventry (1654–1687)
- Thomas Coventry, 5. Baron Coventry († 1699) (1697 zum Earl of Coventry erhoben)

### Earls of Coventry, zweite Verleihung (1697)
- Thomas Coventry, 1. Earl of Coventry, 5. Baron Coventry († 1699)
- Thomas Coventry, 2. Earl of Coventry, 6. Baron Coventry († 1711)
- Thomas Coventry, 3. Earl of Coventry, 7. Baron Coventry (1702–1712)
- Gilbert Coventry, 4. Earl of Coventry, 8. Baron Coventry († 1719) (Baronie erloschen)
- William Coventry, 5. Earl of Coventry († 1751)
- George Coventry, 6. Earl of Coventry (1722–1809)
- George Coventry, 7. Earl of Coventry (1758–1831)
- George Coventry, 8. Earl of Coventry (1784–1843)
- George Coventry, 9. Earl of Coventry (1838–1930)
- George Coventry, 10. Earl of Coventry (1900–1940)
- George Coventry, 11. Earl of Coventry (1934–2002)
- Francis Coventry, 12. Earl of Coventry (1912–2004)
- George Coventry, 13. Earl of Coventry (* 1939)

Mutmaßlicher Titelerbe (Heir Presumptive) ist der Neffe des jetzigen Earls, David Coventry (* 1973).